# Estádio de Mestalla
Mestalla é um estádio de futebol na cidade de Valência, na Espanha. É a casa do Valencia CF e tem capacidade para 49,430 espectadores.

## História
Mestalla foi inaugurado no dia 20 de maio de 1923. O Valencia CF tinha jogado previamente no campo de Algirós. Inicialmente possuía capacidade para receber 17.000 espectadores. A partida inaugural foi um amistoso contra o Levante. Em 1927 houve reformas no estádio, fazendo alcançar uma capacidade para 25.000 espectadores antes da guerra civil. Durante a guerra o local serviu como o campo de concentração e sofreu numerosos danos. Nos anos 50 uma grande reforma foi feita, alcançando a capacidade de 45.500 espectadores e em 1959 a luz artificial do estádio foi inaugurada. Em 1969 mudou seu nome oficial por esse de seu ex-presidente Luis Casanova. Este nome era o oficial até 1994, quando o mesmo Luis Casanova pediu que voltasse para o seu nome original. Atualmente, o estádio pode receber 56.000 espectadores e está vivendo seus últimos anos de existência. O clube está construindo um novo estádio, para 70.000 espectadores, cujas obras estão paralisadas há alguns anos, faltando o acabamento e a cobertura.